# Walter Bernard Smith
Pour l’article homonyme, voir Smith.
Walter Bernard Smith (26 mars 1912-3 octobre 1987) est un douanier, marchand et homme politique fédéral et municipal du Québec.

## Biographie
Né à Hemmingford dans la région de la Montérégie, il devint conseiller et maire de cette municipalité respectivement de 1941 à 1965 et de 1965 à 1967.
Élu député du Parti libéral du Canada dans la nouvelle circonscription fédérale de Saint-Jean en 1968, il est réélu en 1972 et en 1974. Il ne se représente pas en 1979.
Durant sa carrière politique, il est secrétaire parlementaire du ministre des Approvisionnements et des Services de 1975 à 1976 et du ministre des Postes de 1976 à 1977.